# 시게투마르마치에이

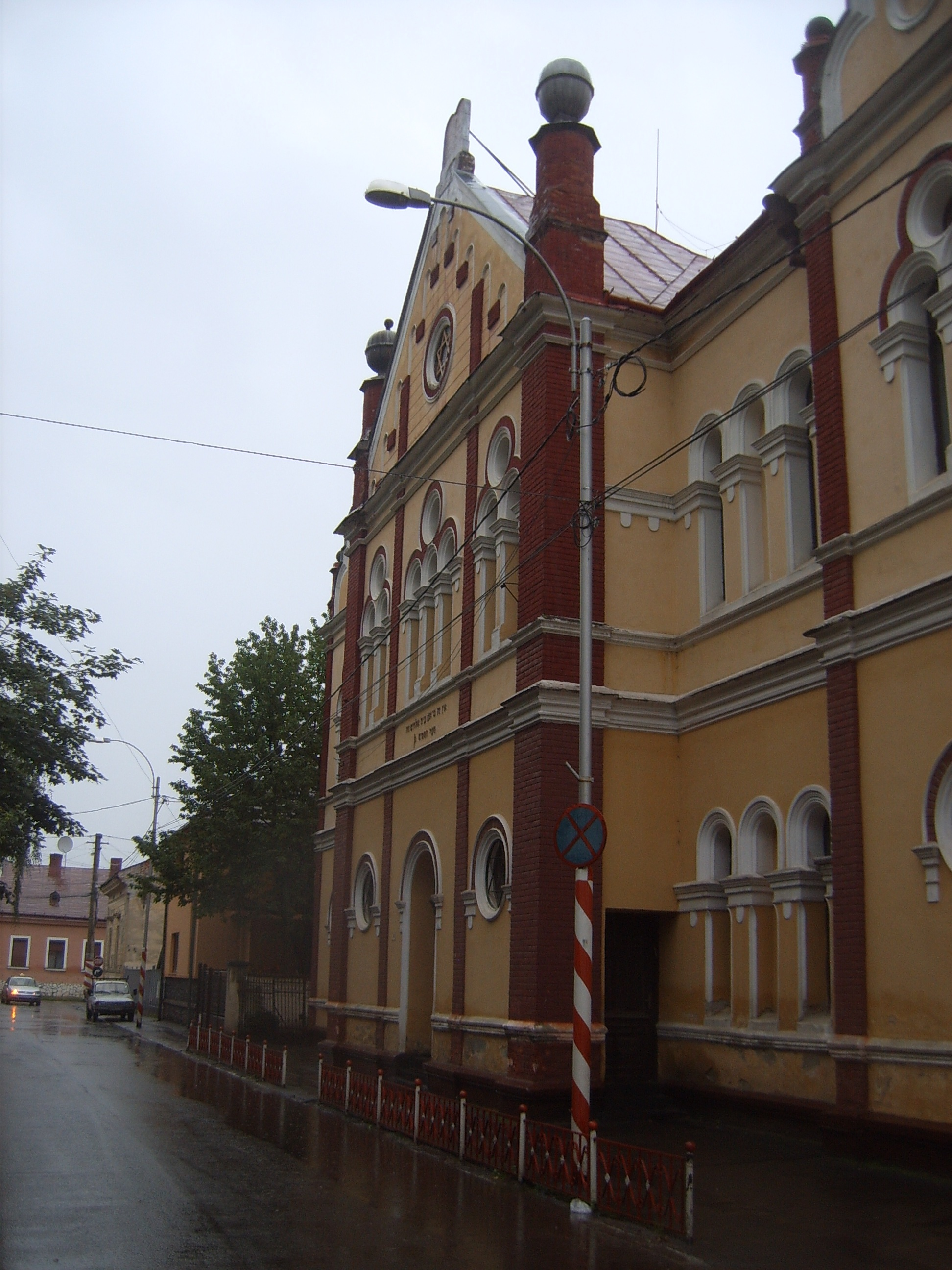
시게투마르마치에이 시너고그(유대교 회당)

시게투마르마치에이(루마니아어: Sighetu Marmației, Sighetul Marmației, 독일어: Marmaroschsiget 마르마로슈지게트[*] 또는 Siget 지게트[*], 헝가리어: Máramarossziget 마러머로슈시게트[*], 슬로바키아어: Sihoť 시호티, 우크라이나어: Сигіт 시히트[*], 이디시어: סיגעט-Siget)는 루마니아 마라무레슈 주에 위치한 도시로, 인구는 44,185명(2002년 기준)이다. 간단히 줄여서 시게트(Sighet)라고 부르기도 한다.
이자 강과 접하며 도시 이름은 헝가리어로 "마러머로시 주(Máramaros, 과거 헝가리 왕국에 있던 주)의 섬(sziget)"을 뜻한다.

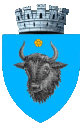
시 문장

## 인구
전체 인구 가운데 79.73%는 루마니아인이며 15.80%는 헝가리인, 2.97%는 우크라이나인, 1.08%는 로마인이다.
| 연도              | 인구   | ±%     |
| ----------------- | ------ | ------ |
| 1880              | 10,852 | —      |
| 1890              | 14,758 | +36.0% |
| 1900              | 17,445 | +18.2% |
| 1910              | 21,370 | +22.5% |
| 1920              | 23,691 | +10.9% |
| 1930              | 27,270 | +15.1% |
| 1948              | 18,329 | −32.8% |
| 1956              | 22,361 | +22.0% |
| 1966              | 29,771 | +33.1% |
| 1977              | 38,146 | +28.1% |
| 1992              | 44,185 | +15.8% |
| 2002              | 41,246 | −6.7%  |
| 2011              | 37,640 | −8.7%  |
| 출처: Census data |        |        |

## 역사
할슈타트 문화 시대부터 사람이 살기 시작했고 티서강 계곡과 접한 무역의 거점이었다. 1570년부터 1773년까지 트란실바니아 공국의 지배를 받았고 제1차 세계 대전 이후에는 루마니아 왕국에 편입되었다.
제2차 세계 대전 당시에는 제2차 빈 중재에 따라 루마니아로부터 영토를 획득한 헝가리의 지배를 받기도 했다. 1944년 말까지 약 20,000명이 넘는 유대인들이 아우슈비츠 강제 수용소로 보내졌으며 노벨 평화상 수상자인 엘리 위젤도 한때 이 곳에서 아우슈비츠로 끌려간 적이 있다. 제2차 세계 대전 이후에 체결된 파리 조약에 따라 루마니아에 다시 편입되었다.
1950년대부터 1960년대 말까지 루마니아 인민 공화국(과거 루마니아에 있던 옛 공산주의 정권)의 정치범 수용소로 사용되었던 시게투 교도소가 있었으며 현재는 공산주의 희생자들을 추모하는 박물관으로 사용되고 있다.

## 같이 보기
- 우크라이나 정교회 시게투마르마치에이 대리구